# Scarrittia
Scarrittia è un genere estinto di mammiferi notoungulati, appartenente ai tossodonti. Visse nell'Oligocene superiore (circa 28 - 24 milioni di anni fa) e i suoi resti fossili sono stati ritrovati in Sudamerica.

## Descrizione
Questo animale, dalla corporatura piuttosto robusta, poteva superare i due metri di lunghezza. L'aspetto doveva essere vagamente simile a quello di un rinoceronte dalle zampe relativamente snelle. 

### Cranio
Il cranio era piuttosto corto, in particolare per quanto riguarda la regione del muso, ed era dotato di un'arcata zigomatica molto sviluppata. La dentatura era completa e priva di diastema, e in generale sembrava poco specializzata. Il primo incisivo era di grandi dimensioni, e assomigliava a un canino. Il secondo e il terzo incisivo erano conici e semplici, di piccola taglia. I premolari erano dotati di un cingulum esterno, mentre i molari avevano un parastilo ben distinto. 

### Scheletro postcranico
Il collo era potente e più lungo del cranio, al contrario di altri tossodonti come Adinotherium, Nesodon e Homalodotherium; le vertebre erano più allungate. Le vertebre toraciche erano robuste e simili a quelle di Homalodotherium. Le zampe anteriori erano fornite di un omero massiccio, ed era leggermente più corto del femore e del radio. Ulna e radio erano più lunghi rispetto a quelli di altri tossodonti arcaici come Thomashuxleya o anche di altre forme più specializzate come Nesodon, ma meno allungati rispetto a quelle di Homalodotherium. Il piede era dotato di cinque dita, ma solo tre di queste erano funzionali, mentre la mano era a quattro dita. Tibia e fibula erano fuse, e per questo motivo Scarrittia non poteva ruotare le zampe verso l'esterno.

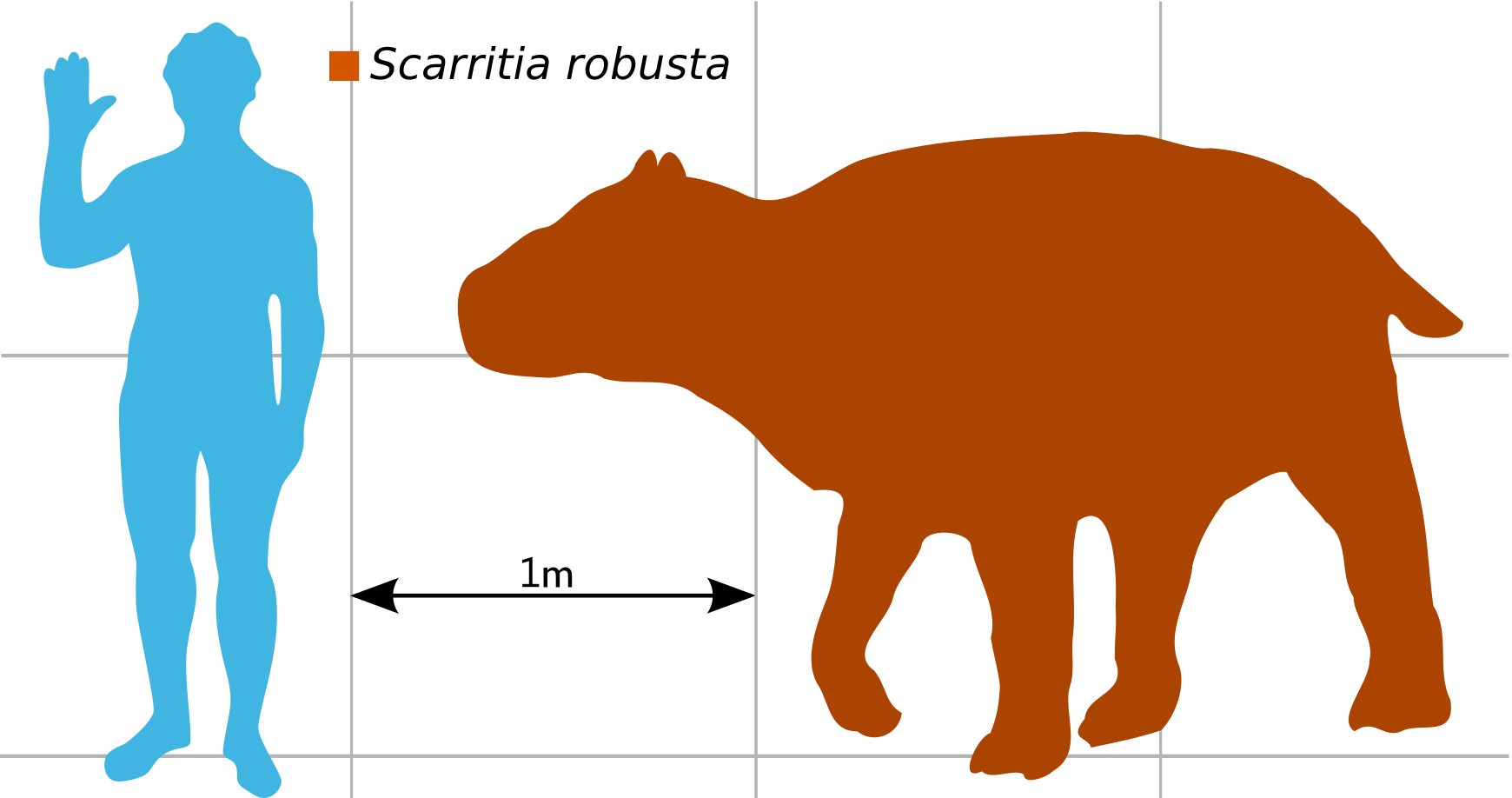
Dimensioni di Scarrittia robusta

## Classificazione
Scarrittia venne descritto per la prima volta da George Gaylord Simpson nel 1934, sulla base di numerosi resti piuttosto completi ritrovati nella zona nota come Crater Lake Beds o Scarritt Pocket, nella provincia di Chubut in Argentina; l'arenaria vulcanoclastica ha permesso una notevole abbondanza di resti fossili, anche se distorti. La specie tipo è Scarrittia canquelensis. Altre specie sono state descritte in seguito: S. robusta è nota dall'Oligocene superiore dell'Uruguay, mentre S. barranquensis è noto grazie a fossili ritrovati a Gran Barranca, in Argentina. 
Scarrittia è il genere più noto dei leontiniidi (Leontiniidae), una famiglia di tossodonti particolarmente diffusa nell'Oligocene; in particolare, sembra che facesse parte di un clade relativamente derivato di cui facevano parte anche altre forme oligoceniche come Anayatherium e Leontinia.

## Paleoecologia
Probabilmente questo animale viveva nei pressi di paludi e specchi d'acqua, in modo simile a quello degli odierni ippopotami. Scarrittia doveva nutrirsi di vegetazione tenera come frutta e foglie, ma alcune specie potrebbero essere state onnivore, a causa della dentatura poco specializzata, e forse si nutrivano anche di uova o di piccoli animali. Scarrittia non era adatto a correre, a causa della corporatura robusta, ma la sua grande taglia doveva dissuadere i predatori.